# Kayden Jackson
Kayden Jackson, né le 22 avril 1994 à Bradford, est un footballeur anglais qui évolue au poste d'attaquant à Derby County.

## Biographie
Il signe son premier contract pro avec Swindon Town en juillet 2013 Après des prêts à Swindon Supermarine et Oxford City, il est libéré par son club.
Le 21 juillet 2014, il rejoint Tamworth.
Le 26 juin 2015, il rejoint Wrexham AFC.
Le 23 juin 2016, il rejoint Barnsley FC.
Le 21 juillet 2017, il rejoint Accrington Stanley.
Le 9 août 2018, il rejoint Ipswich.
Le 2 juillet 2024, il rejoint Derby County.

## Palmarès

### En club
Accrington Stanley
- Championnat d'Angleterre de quatrième division (1) :
  - Champion en 2018.

 Ipswich Town
- Championnat d'Angleterre de troisième division
  - Vice-champion en 2023.
- Championnat d'Angleterre de deuxième division
  - Vice-champion en 2024.